# Gayle, Jamaica
Gayle är en ort i Jamaica.   Den ligger i parishen Parish of Saint Mary, i den centrala delen av landet, 40 km nordväst om huvudstaden Kingston. Gayle ligger 262 meter över havet och antalet invånare är 3 305. Den ligger på ön Jamaica.
Terrängen runt Gayle är huvudsakligen kuperad, men västerut är den platt. Runt Gayle är det tätbefolkat, med 276 invånare per kvadratkilometer. Närmaste större samhälle är Ewarton, 17,8 km sydväst om Gayle. I omgivningarna runt Gayle växer i huvudsak städsegrön lövskog.